# Fons van der Linden

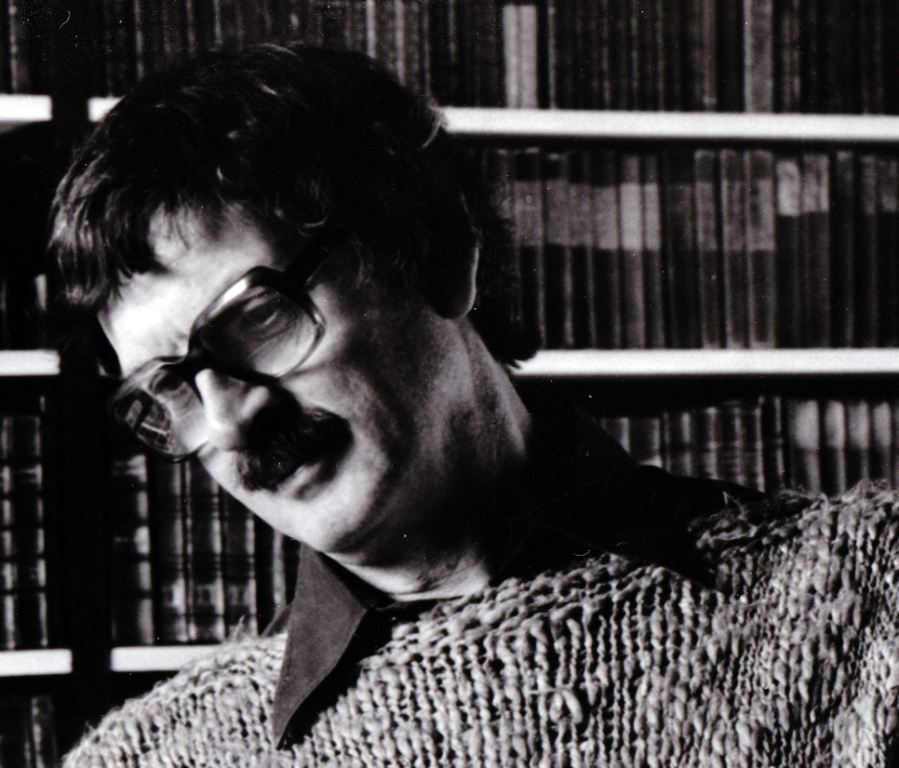
De grafisch ontwerper en boekhistoricus Fons van der Linden voor zijn boekenkast.

Fons van der Linden (1923-1998) was een Nederlands grafisch ontwerper en auteur van boeken op grafisch gebied.
Van der Linden werd opgeleid aan de Stadsakademie en Drukkerij Boosten & Stols, beide te Maastricht. Hij was werkzaam bij de Staatsdrukkerij in Den Haag. Vanaf 1959 was hij zelfstandig grafisch ontwerper. Van 1962 tot 1986 was hij docent letterschrift, grafische technieken en typografie aan de Opleiding Tekenleraren te Tilburg en de Akademie Industriële Vormgeving in Eindhoven.
Veel informatie over de ontwikkeling van boekbanden in de periode 1840 tot 1940 en de boekbandontwerpers in die tijd zijn te vinden in zijn goed gedocumenteerde boeken.
Als particulier verzamelaar bouwde Van der Linden een omvangrijke bibliotheek met Engelse boekkunst op, met onder meer vele drukken van John Baskerville. De verzameling werd door zijn erven in 2009 aan de Bijzondere Collecties van de Universiteit van Amsterdam geschonken. Daar is die nu beschikbaar onder de naam Collectie Fons van der Linden.